# Mecyna auralis
Mecyna auralis is een vlinder uit de familie van de grasmotten (Crambidae), uit de onderfamilie van de Spilomelinae. De wetenschappelijke naam van deze soort is voor het eerst voorgesteld als Botys auralis door Henri de Peyerimhoff in een publicatie uit 1872.
De soort komt voor in Duitsland, Frankrijk en Portugal.